# 二次曲面
二次超曲面（にじちょうきょくめん、英: quadric surface）とは、円錐曲線の概念を一般次元ユークリッド空間 Rn に拡張したものであり、2次多項式の零点集合として表されるような超曲面のことをさす。3次元空間における二次超曲面は二次曲面ともよばれる。

## 定義
一般な n − 1-次元二次超曲面の定義式は、座標 (x1, x2, ..., xn) に対して
{\displaystyle \left(\sum _{i=1}^{n}a_{i}x_{i}^{2}+2\sum _{i<j}^{n}a_{ij}x_{i}x_{j}\right)+\left(2\sum _{i=1}^{n}b_{i}x_{i}\right)+(c)=0}
で与えられる。ただし、ここで ai, aij のうち少なくとも一つは 0 でないことが要求される。また、次のような行列、及びベクトル
{\displaystyle \mathbf {x} ={\begin{pmatrix}x_{1}\\x_{2}\\\vdots \\x_{n}\\\end{pmatrix}},\quad A={\begin{pmatrix}a_{1}&a_{12}&\cdots &a_{1n}\\a_{12}&a_{2}&\cdots &a_{2n}\\\vdots &\vdots &\ddots &\vdots \\a_{1n}&a_{2n}&\cdots &a_{n}\end{pmatrix}},\quad \mathbf {b} ={\begin{pmatrix}b_{1}\\b_{2}\\\vdots \\b_{n}\end{pmatrix}}}
を考えると、定義式の 2 次と 1 次の斉次部分は Rn の標準内積 ⟨•, •⟩ を使って
{\displaystyle \langle A\mathbf {x} ,\mathbf {x} \rangle =\sum _{i=1}^{n}a_{i}x_{i}^{2}+2\sum _{i<j}^{n}a_{ij}x_{i}x_{j},\quad \langle \mathbf {b} ,\mathbf {x} \rangle =\sum _{i=1}^{n}b_{i}x_{i}}
と表すことができるので、定義式は
{\displaystyle \langle A\mathbf {x} ,\mathbf {x} \rangle +2\langle \mathbf {b} ,\mathbf {x} \rangle +c=0}
という形に書くことができる。これはさらに
{\displaystyle {\tilde {\mathbf {x} }}={\begin{pmatrix}\mathbf {x} \\1\end{pmatrix}}={\begin{pmatrix}x_{1}\\x_{2}\\\vdots \\x_{n}\\1\end{pmatrix}},\quad R={\begin{pmatrix}A&\mathbf {b} \\{}^{t}\mathbf {b} &c\end{pmatrix}}={\begin{pmatrix}a_{1}&a_{12}&\cdots &a_{1n}&b_{1}\\a_{12}&a_{2}&\cdots &a_{2n}&b_{2}\\\vdots &\vdots &\ddots &\vdots &\vdots \\a_{1n}&a_{2n}&\cdots &a_{n}&b_{n}\\b_{1}&b_{2}&\cdots &b_{n}&c\end{pmatrix}}}
とおくことにより、
{\displaystyle \langle R{\tilde {\mathbf {x} }},{\tilde {\mathbf {x} }}\rangle =0}
の形になる。このとき、A をこの二次曲面の係数行列と呼び、R をこの二次曲面の拡大係数行列と呼ぶ。2 次の係数に関する制約から、A および R は零行列にはならない。

## 標準形
n − 1-次元二次超曲面は、その拡大係数行列の階数が n + 1 に等しいとき非退化であるといい、そうでないとき退化しているという。二次超曲面が非退化であるとき、係数行列 A と拡大係数行列 R の階数の関係を用いて、二次超曲面は次のように分類される。
rank R − rank A = 0: 錐面
rank R − rank A = 1: 有心二次超曲面
rank R − rank A = 2: 無心二次超曲面
また、退化した二次超曲面は筒面の一種である。今、有心と無心という言葉が出てきたが、これは点対称であるかないかを指す。上の 3 つは、適当な直交変換を行うことによって、次のような陰関数に帰着できる。
- 錐面

{\displaystyle a'_{1}X_{1}^{2}+a'_{2}X_{2}^{2}+\cdots +a'_{n}X_{n}^{2}=0}
- 有心二次超曲面

{\displaystyle a'_{1}X_{1}^{2}+a'_{2}X_{2}^{2}+\cdots +a'_{n}X_{n}^{2}=1}
- 無心二次超曲面

{\displaystyle a'_{1}X_{1}^{2}+a'_{2}X_{2}^{2}+\cdots +a'_{n-1}X_{n-1}^{2}+2bX_{n}=1}
上の 3 式を、非退化な二次超曲面の標準形という。この時、上の係数を対角成分にもつ行列は適当な相似変換を行うことにより、次のような行列に変換できる。
{\displaystyle S={\begin{pmatrix}E_{p}&0&0\\0&-E_{q}&0\\0&0&(0)\end{pmatrix}}}
ただし、右下の成分が 0 になるのは、無心二次超曲面の場合のみである。係数 1 の単位行列の次数 p と、係数 −1 の単位行列の次数 q を対にしたもの (p, q) を、二次超曲面の符号数という。二次超曲面の形態は、符号数によってさらに細かく分類される。

## 楕円体の体積
符号数が (n, 0) であるような二次超曲面を楕円面という。楕円面は、二次超曲面の中で唯一の閉じた超曲面である。従って、楕円面によって囲まれた部分（楕円体）にのみ体積が定義できる。その体積 V は、ガンマ関数 Γ(x) を用いて、
{\displaystyle V={\frac {\Gamma (1/2)^{n}}{\Gamma (n/2+1)}}{\sqrt {\frac {1}{|A|}}}}
で与えられる。これは半径 r の球の体積 (4π/3)r3 の一般化である。

## 2次元二次曲面
比較的初等の数学では、二次曲面と言うと狭義に 3 次元ユークリッド空間 R3 内の曲面を指していた。その実態については一般次元の場合と同じであるが、円錐曲線のように、各曲面に固有の名称がついているので、それについて挙げることにする。ここでは、a,b,cはそれぞれ正の実数とする。
定曲線に沿って直線で形成される曲面（線織面）は以下の4通りである。

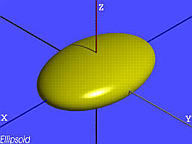
錐面（実の二次錐面）
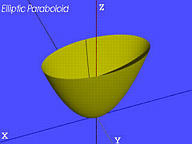
双曲放物面
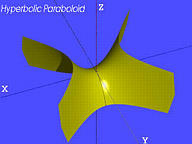
一葉双曲面
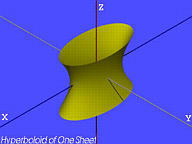
一葉双曲面
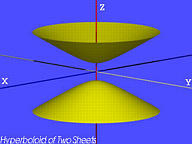
二葉双曲面
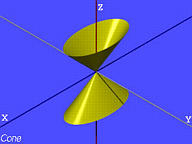
錐面
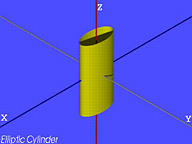
柱面※定曲線と鉛直の直線で形成される。
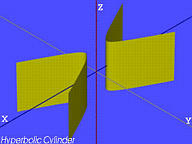
双曲線柱面
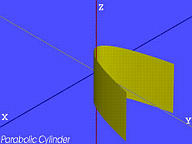
放物線柱面

二次曲面は、xyz-空間 R3 上で定義され、次の陰関数曲線によって与えることが出来る。
{\displaystyle Q=\left\{(x,y,z)\in \mathbb {R} ^{3}\mid Ax^{2}+By^{2}+Cz^{2}+Dxy+Eyz+Fxz+Gx+Hy+Iz+J=0\right\}}
| ρ(※)                                                                 | 符号数              | 曲面の名称                   | 標準形                                       |
| -------------------------------------------------------------------- | ------------------- | ---------------------------- | -------------------------------------------- |
| 0                                                                    |                     | 錐面                         | aX2 + bY2 + cZ2 = 0 （一点又は虚の二次錘面） |
| 0                                                                    | aX2 + bY2 − cZ2 = 0 | 錐面                         |                                              |
| 1                                                                    | (3, 0)              | 楕円面                       | aX2 + bY2 + cZ2 = 1                          |
| 1                                                                    | (2, 1)              | 一葉双曲面                   | aX2 + bY2 − cZ2 = 1                          |
| 1                                                                    | (1, 2)              | 二葉双曲面                   | aX2 − bY2 − cZ2 = 1                          |
| 1                                                                    | (0, 3)              | （なし）又は虚の楕円面       | −aX2 − bY2 − cZ2 = 1                         |
| 2                                                                    | (2, 0)              | 楕円放物面                   | aX2 + bY2 + 2cZ = 1                          |
| 2                                                                    | (1, 1)              | 双曲放物面                   | aX2 − bY2 + 2cZ = 1                          |
| 2                                                                    | (0, 2)              | 楕円放物面                   | −aX2 − bY2 + 2cZ = 1                         |
| (R2) 0                                                               |                     | 交差二平面                   | aX2 + bY2 = 0（直線）                        |
| (R2) 0                                                               | aX2 − bY2 = 0       | 交差二平面                   |                                              |
| (R2) 1                                                               | (2, 0)              | 楕円柱面                     | aX2 + bY2 = 1                                |
| (R2) 1                                                               | (1, 1)              | 双曲柱面                     | aX2 − bY2 = 1                                |
| (R2) 1                                                               | (0, 2)              | （なし）又は虚の楕円柱面     | −aX2 − bY2 = 1                               |
| (R2) 2                                                               | (1, 0)              | 放物線柱面                   | aX2 + 2bY = 1                                |
| (R2) 2                                                               | (0, 1)              | 放物線柱面                   | −aX2 + 2bY = 1                               |
| (R1) 0                                                               |                     | 重なった二平面               | aX2 = 0                                      |
| (R1) 1                                                               | (1, 0)              | 平行二平面                   | aX2 = 1                                      |
| (R1) 1                                                               | (0, 1)              | （なし）又は平行な虚の二平面 | −aX2 = 1                                     |
| ※ ρ = rank R − rank A （退化している場合は、定義次数を括弧内に示す） |                     |                              |                                              |

- 楕円面
- 楕円放物面
- 双曲放物面
- 一葉双曲面
- 二葉双曲面
- 錐面
- 楕円柱面
- 双曲線柱面
- 放物線柱面

## 二次曲面の実用例
- シェル構造 - 双曲放物面を用いた建築構造の一種。
- パラボラアンテナ - 放物曲面で形成されるアンテナの一種。